# Ангели та відвідування
Ангели та відвідування: Альманах (англ. Angels and Visitations: A Miscellany) — збірка короткої прози та нехудожніх творів Ніла Геймана. Вперше опублікована 1993 року в американському видавництві «ДрімГейвен Букс». Над ілюстраціями для видання працювали: Дейв Маккін, Стів Бессет, П. Крег Рассел, Ренді Броекер, Джілл Карла Шварц, Чарльз Весс, Білл Сенкевич та Майкл Зуллі. Більшість оповідань згодом передруковувались у складі інших збірок та на сторінках різних журналів.1994 року збірка номінувалася на Всесвітню премію фентезі, а 1995 року книга принесла письменникові премію Міжнародної Гільдії Жахів (англ. International Horror Guild Awards) за найкращу авторську збірку.

## Зміст
1. «Пісня аудиторії» (англ. The Song of the Audience) — вірш;
2. «Лицарство» (англ. Chivalry)— оповідання;
3. «Ніколас був» (англ. Nicholas Was…) — мініоповідання;
4. «Дитинчата» (англ. Babycakes) — мініоповідання;
5. «Міст троля» (англ. Troll-Bridge) — оповідання;
6. «Сестина вампіра» (англ. Vampire Sestina) — вірш ;
7. «Павутина» (англ. Webs) — оповідання;
8. «З шести до шести» (англ. Six to Six) — стаття;
9. «Пролог» (англ. A Prologue) — есей;
10. «Чужі частини» (англ. Foreign Parts) — оповідання;
11. «Холодні кольори» (англ. Cold Colours) — вірш;
12. «Віланела Лютера» (англ. Luther's Villanelle) — вірш ;
13. «Миша» (англ. Mouse) — оповідання;
14. «Сищик» (англ. Gumshoe) — рецензія;
15. «Справа двадцяти чотирьох дроздів» (англ. The Case of the Four and Twenty Blackbirds) — оповідання;
16. «Вірус» (англ. Virus) — вірш;
17. «У пошуках дівчини» (англ. Looking for the Girl) — оповідання;
18. «Після смерті нашої любові» (англ. Post-Mortem on Our Love) — вірш;
19. «Бути експериментом у строгій науковій сфері» (англ. Being an Experiment Upon Strictly Scientific Lines) — есей;
20. «Ми можемо придбати їх для вас оптом» (англ. We Can Get Them For You Wholesale) — оповідання;
21. «Таємниця отця Брауна» (англ. The Mystery of Father Brown) — стаття;
22. «Таємниці вбивств» (англ. Murder Mysteries) — оповідання.